# Crocetină
Crocetina este o apocarotenoidă și acid dicarboxilic regăsită în florile de brândușă (Crocus), de unde provine și denumirea sa, și în fructele de Gardenia jasminoides. Crocina este o glicozidă a crocetinei cu gentiobioza.